# Fotos Politis
Fotos Politis (in greco antico: Φώτος Πολίτης)?; Atene, 1890 – Atene, 3 dicembre 1934) è stato un regista teatrale e drammaturgo greco, oltre che critico drammatico.

## Biografia
Nato ad Atene in ambiente accademico, Politis era figlio di Nicolaos Politis, professore all'Università di Atene, ritenuto tra i primi, oltre che tra i più eminenti, studiosi del folclore greco e delle tradizioni culturali, mentre suo fratello minore, Linos Politis, si dedicava alla letteratura greca moderna.
Nel 1906-1908 frequentò i corsi della scuola di recitazione dell'Odeum di Atene (conservatorio) piazzandosi in una seconda posizione in una gara di recitazione con la sua opera teatrale Il vampiro.
I suoi esordi si caratterizzarono per opere più adatte ai libri piuttosto che al palcoscenico, dopo di che incominciò la carriera di critico drammatico tendente a migliorare il teatro greco contemporaneo.
Oltre a queste attività ne svolse anche altre, tre le quali l'insegnante di letteratura drammatica e di recitazione, e il regista, influenzato dal regista austriaco naturalizzato statunitense Max Reinhardt, mettendo in scena le opere soprattutto al Teatro nazionale della Grecia, dove diresse oltre trentacinque opere.